# Orthosia arthrolita
Orthosia arthrolita là một loài bướm đêm trong họ Noctuidae.